# Tomasz Wójcik

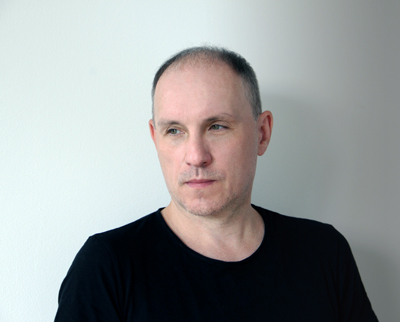
Tomasz Wójcik (2016)

Tomasz Wójcik (* 6. Juni 1963 in Warschau) ist ein polnischer Grafiker, Bühnenbildner, Theaterdirektor und Doktor der Naturwissenschaften. Er entwirft Plakate für Theaterstücke, Filme, Feste und kulturelle Veranstaltungen sowie Arbeitsschutzkampagnen.

## Leben

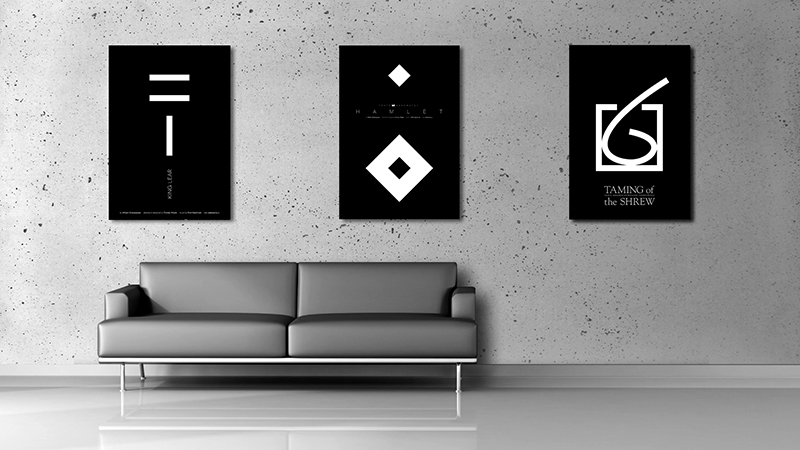
Shakespeare-Plakate (von links nach rechts):
König Lear, Hamlet und Der Widerspenstigen Zähmung

Tomasz Wójcik wurde als Sohn des Kameramannes Professor Jerzy Wójcik und der Film- und Theaterschauspielerin Magda Teresa Wójcik geboren. Er studierte Physik an der Technischen Universität Warschau und promovierte bei Professor Jan Petykiewicz 1996.
Seine Plakate wurden in zahlreichen Ausstellungen einschließlich der Internationalen Plakatbiennale in Wilanów, Lahti Poster Biennale, Internationaler Posterbiennale in Mexiko-Stadt und Trnava Plakat Triennale ausgestellt. Das Plakat für den polnischen Film Die Beschwerde (Skarga) wurde als das beste Poster auf Human Rights Watch International Film Festival in Straßburg (1992) ausgezeichnet. Die Plakate entstehen ausschließlich als Computergrafik, ohne manuelle Eingriffe.
Seit 1986 entwirft Tomasz Wójcik Bühnen- und Theaterkostüme. Er schuf etwa 50 Projekte, sowohl für Aufführungen klassischer Werke, wie Antigone von Sophokles, Bhagavad Gita nach Mahabharata, Richard III. von William Shakespeare, wie auch zeitgenössischer Texte, wie Der Prozess von Franz Kafka, Die Pest von Albert Camus, Der Kaiser von Ryszard Kapuściński.
Im Jahr 1991 gab er sein Debüt als Theaterregisseur mit der Aufführung „Die Panne“ nach Friedrich Dürrenmatt (Teatr Adekwatny, Warschau). Er führte die Regie der von ihm selbst konzipierten Aufführung „Odblask“ (Der Widerschein, 1993, Teatr Adekwatny, Warschau) und von Macbeth von William Shakespeare (2003, Teatr Na Woli, Warschau).
Tomasz Wójcik ist Mitglied des Vorstandes der Teatr-Adekwatny-Gesellschaft und war künstlerischer Leiter dessen Projekte: Festival der modernen Kunst – Vier Elemente, Zyklen von Konzerten und Performances „Karwochen–Triptychon“, Zyklen von Vorführungen und Treffen mit den Filmemachern „Animagic“. Er war künstlerischer Leiter des Warschauer Künstlerklubs „Lokal użytkowy“.
Er ist Urheber mehrerer Grafikprojekte in Polen und im Ausland, wie zum Beispiel der visuellen Identifikation des internationalen Kooperationsprojektes von Kunstuniversitäten Inter-artes.
Wójcik beschäftigt sich mit der grafischen Gestaltung von Büchern und Zeitschriften, unter anderem „Das Labyrinth des Lichtes“ (Labirynt światła) von Jerzy Wójcik (2006) und „Der Aufbruch eines Helden“ (Wyprawa bohatera) von Seweryn Kuśmierczyk (2014). Er entwirft auch CD-Hüllen, unter anderem: „Air“ von Jerzy Małek (2011), „Komeda-Chopin-Komeda“ von Lena Ledoff (2011), „As Sung by Billie Holiday“ von Ida Zalewska (2012),
Tomasz Wójcik hat auch die Ausstellungen anlässlich des 100. Jahrestages der Warsaw School of Economics in Chicago und der „Reconstitution of the Memory of Poland“ im Europäischen Parlament in Brüssel gestaltet.
Er arbeitete mit dem der Fernsehsender „Kino Polska“ und erstellte das Markenlogo für das Digitalisierungsprojekt des polnischen Films „Kino RP“. Wójcik ist auch im Warschauer Wissenschaftszentrum Kopernikus und der Technischen Universität Warschau bei der Gestaltung von didaktischen Computerprogrammen tätig.

## Ausstellungen (Auswahl)
- 1992: Human Rights Watch International Film Festival, Straßburg
- 1995: Internationales Biennale des Theaterplakats, Rzeszów, Polen
- 1996: 4. Internationales Biennale des Plakats, Mexiko-Stadt, Mexico
- 1997: 12. Lahti Plakatbiennale, Lahti, Finnland
- 1997: 6. Internationales Biennale des Theaterplakats, Rzeszów, Polen
- 1997: Zeitgenössische Polnische Plakate, Chicago, USA
- 1997: 3. Trnava Plakat-Triennale, Trnava, Slowakei
- 1999: 7. Internationales Biennale des Theaterplakats, Rzeszów, Polen
- 2000: 4. Trnava Plakat-Triennale, Trnava, Slowakei
- 2008: 21. Internationales Plakatiennale, Warschau – Wilanów, Polen
- 2009: 17. Lahti Plakatbiennale, Lahti, Finnland
- 2012: 15. Salon des Plakats im Plakatmuseum in Wilanów, Polen
- 2013: 16. Salon des Plakats im Plakatmuseum in Wilanów, Polen
- 2014: Pathless Roads - Holocaust Memorial Event, Budapest

## Wissenschaftliche Abhandlungen (Auswahl)
- 1997: T. Wójcik, B. Rubinowicz, Influence of the cross-modulation effect on intensity of waves transmitted through a non-linear Fabry-Perot cavity, Opt. App. Vol. XXVII, No. 1
- 1997: T. Wójcik, B. Rubinowicz, Influence of the cross-modulation effect on the polarization states of waves transmitted through a non-linear Fabry-Perot cavity, Opt. Quant. Elect. 29 725-737
- 1998: B. Rubinowicz, T. Wójcik, Influence of the Kerr medium type on the wave’s reflection states at nonlinear interface for different angles of incidence, J. Opt. Soc. Am. A Vol.15 Iss.5 1436-1449
- 1998: T. Wójcik, B. Rubinowicz, Two-wave reflection at nonlinear interface, J. Opt. Soc. Am B Vol.15 Iss.7 1856–1864

## Werke
- Tomasz Wójcik Portfolio Tomasz Wójciks Portfolio mit seinen Werken auf 25 Seiten: Plakate, CD-Umschläge, Filmvorspänne
- Animierte Plakate und Filmvorspänne auf YouTube
- Portfolio 2017

## Galerie

### Theaterplakate

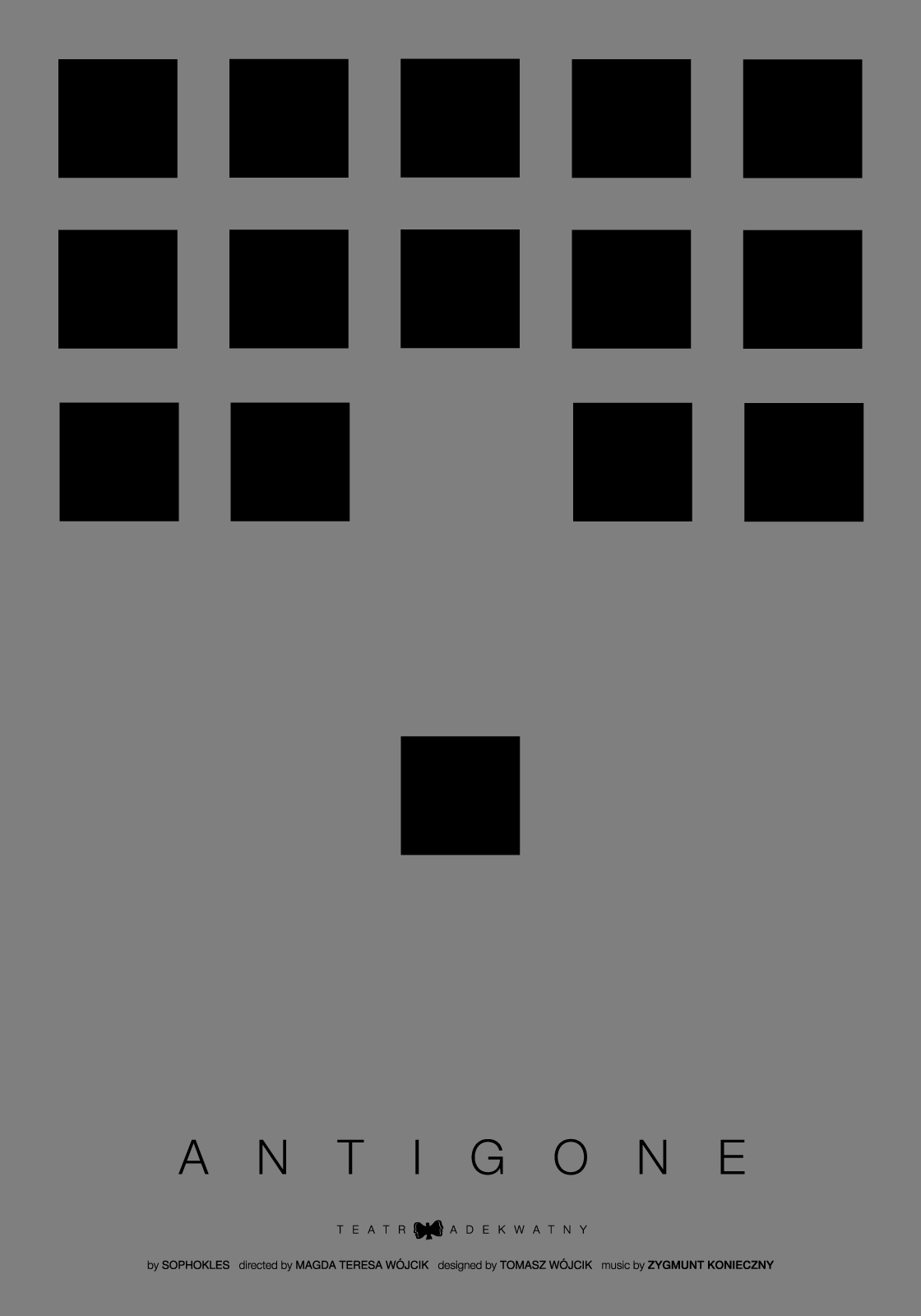
Antigone
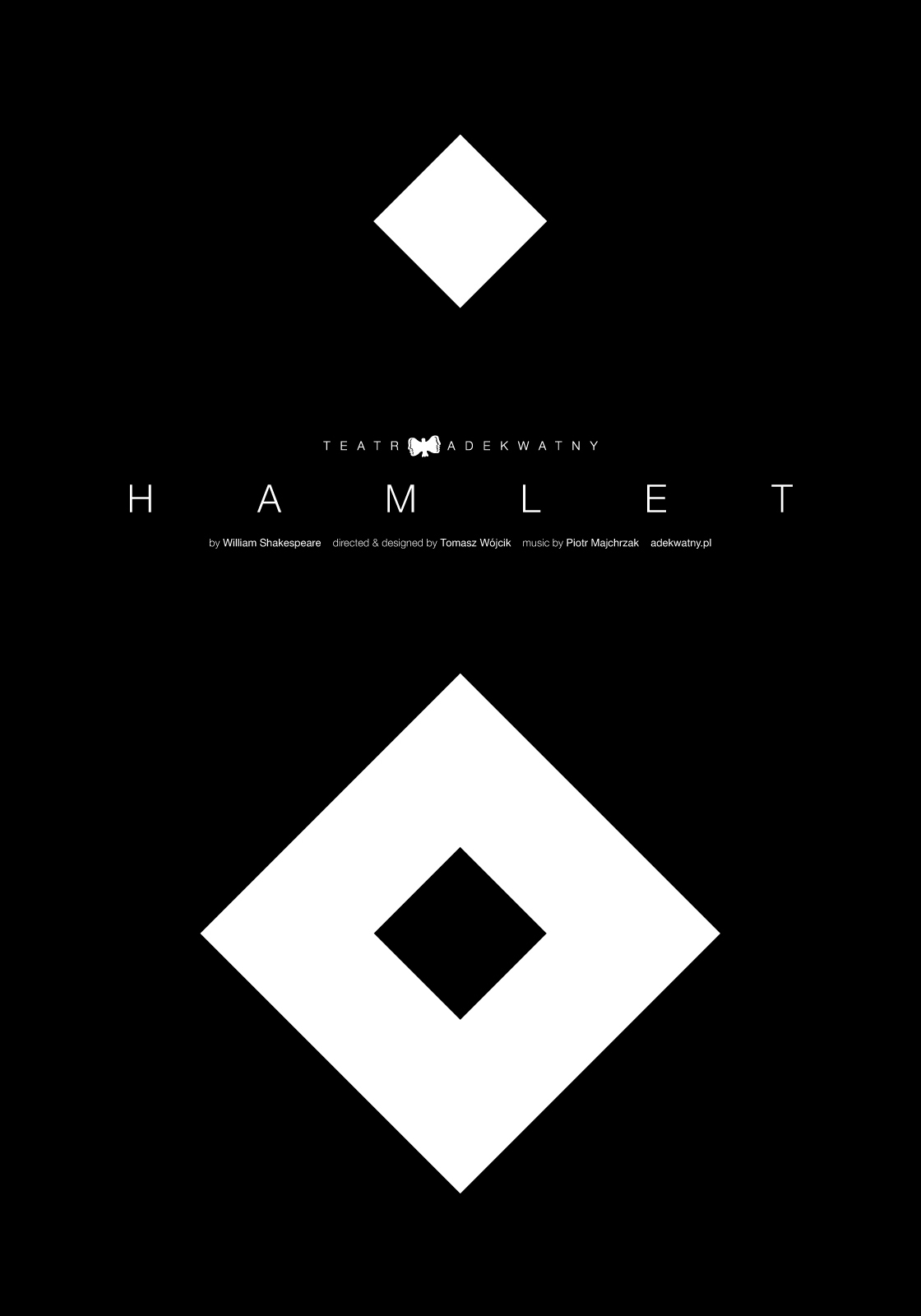
Hamlet
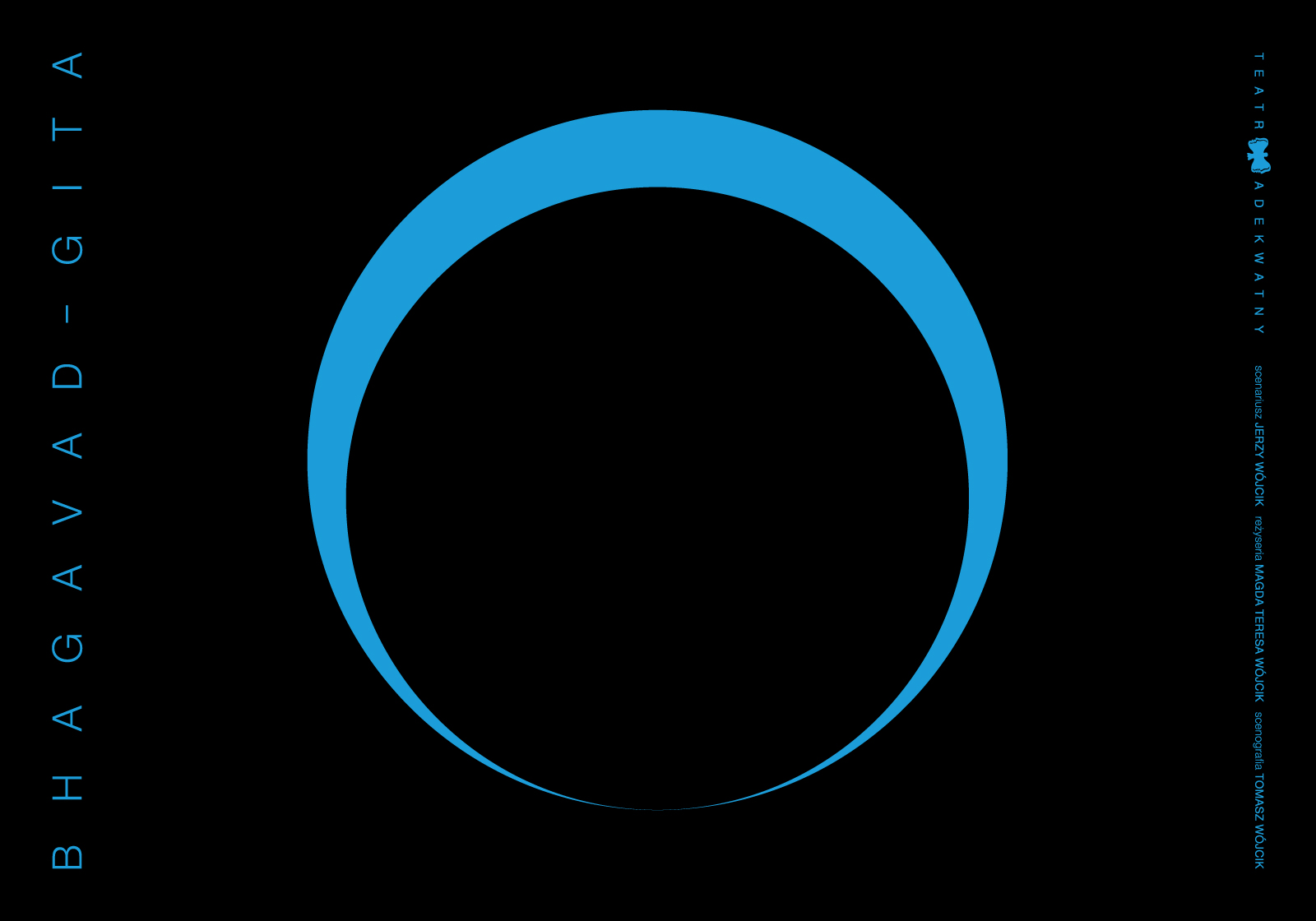
Bhagavad Gita
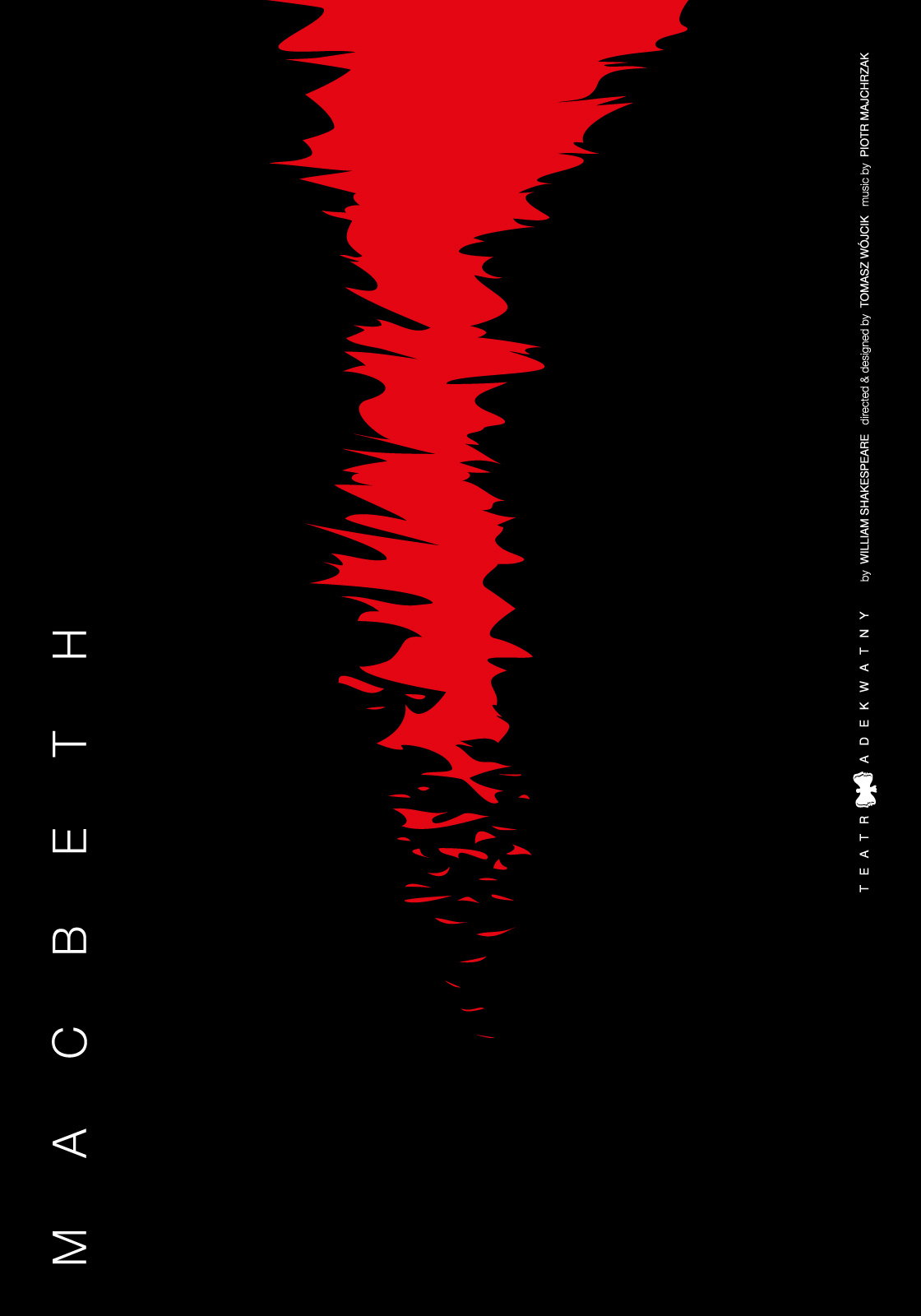
Macbeth

### Filmplakate

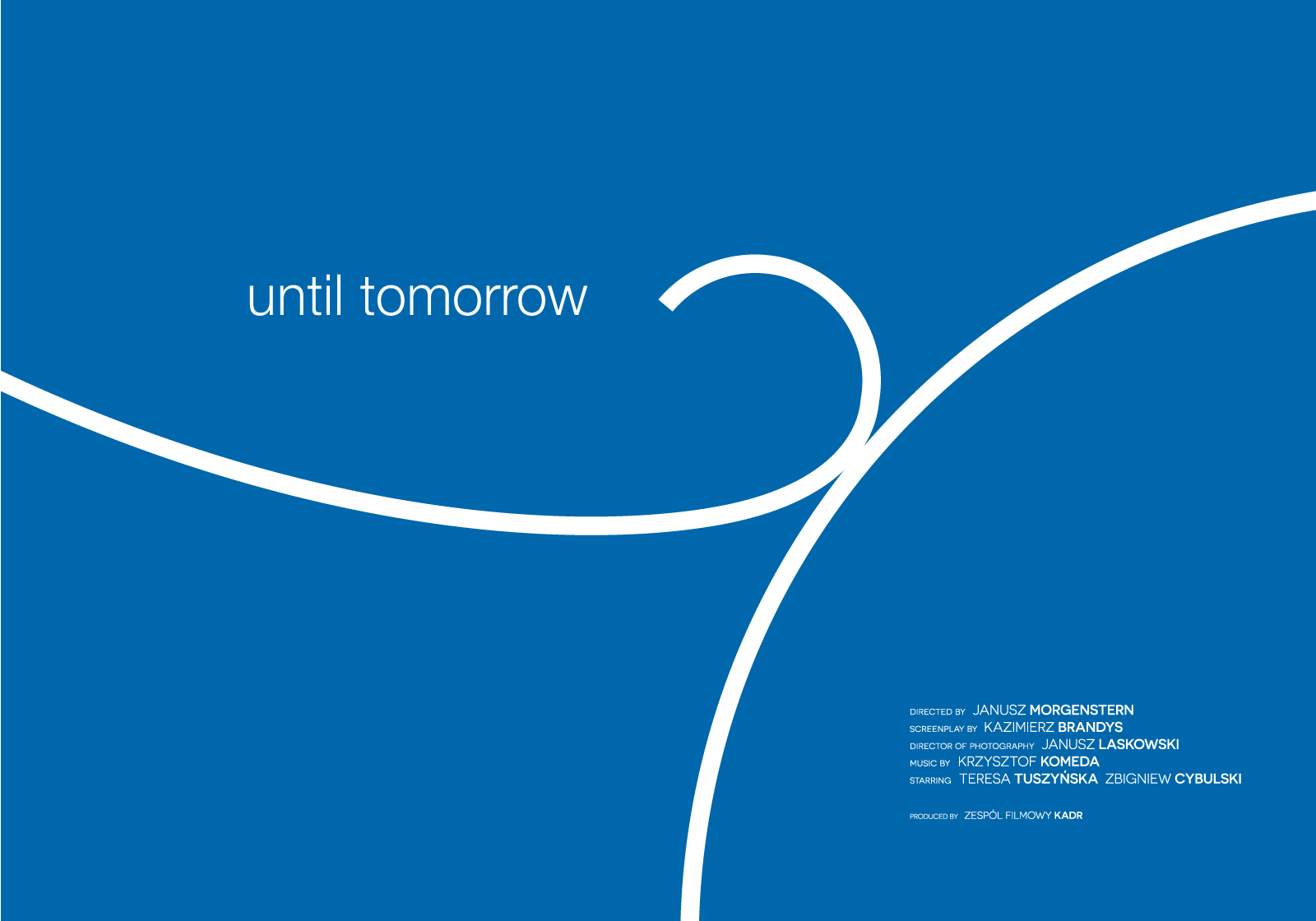
Auf Wiedersehen, bis morgen
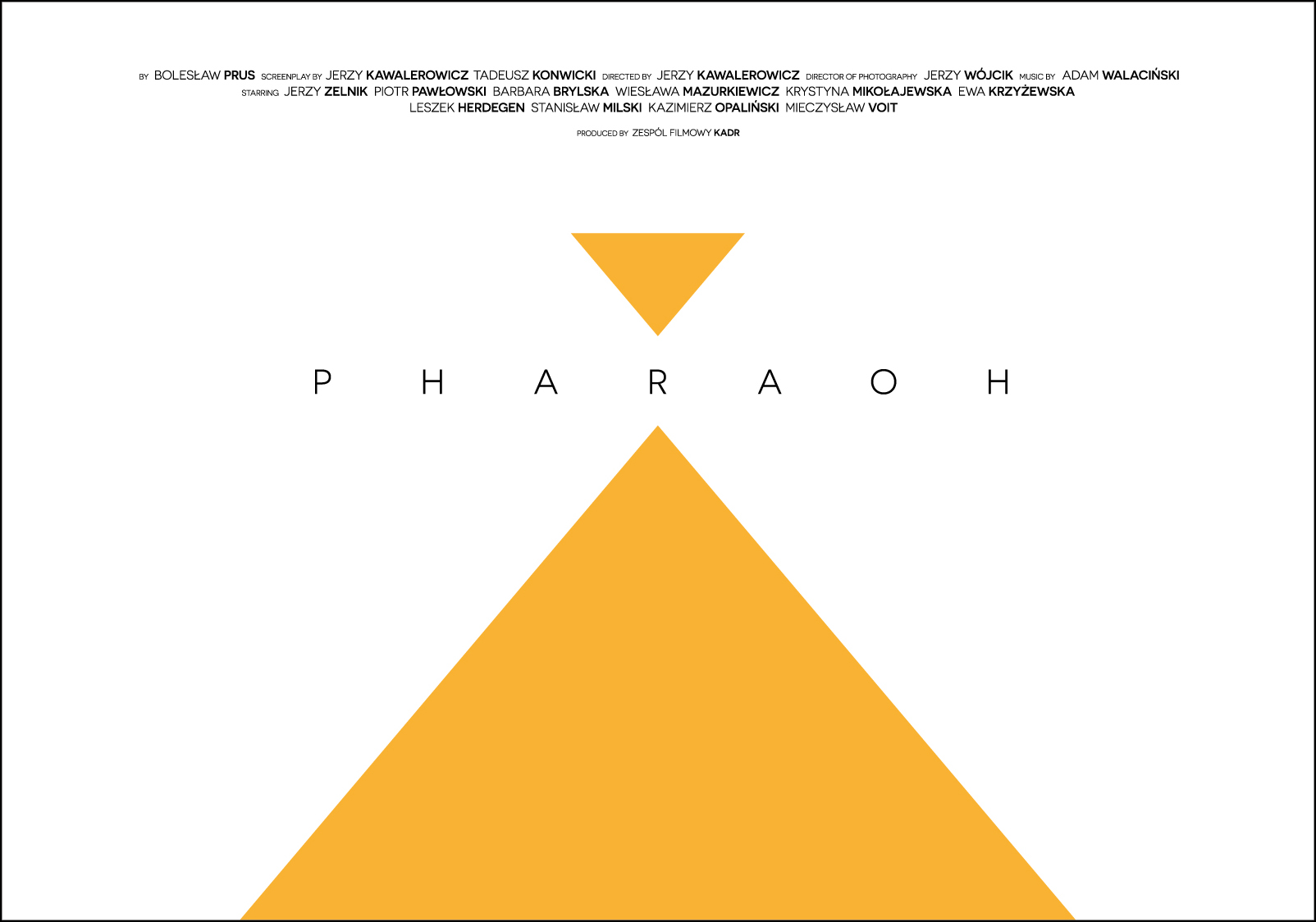
Pharao
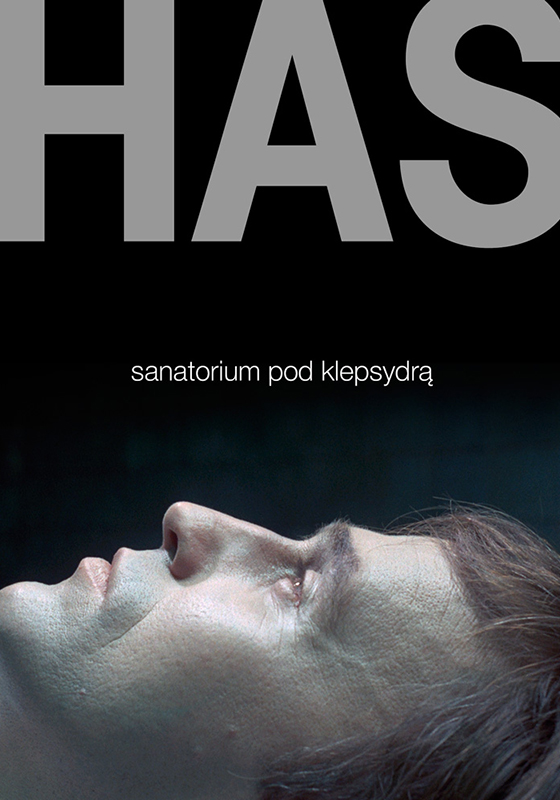
Has
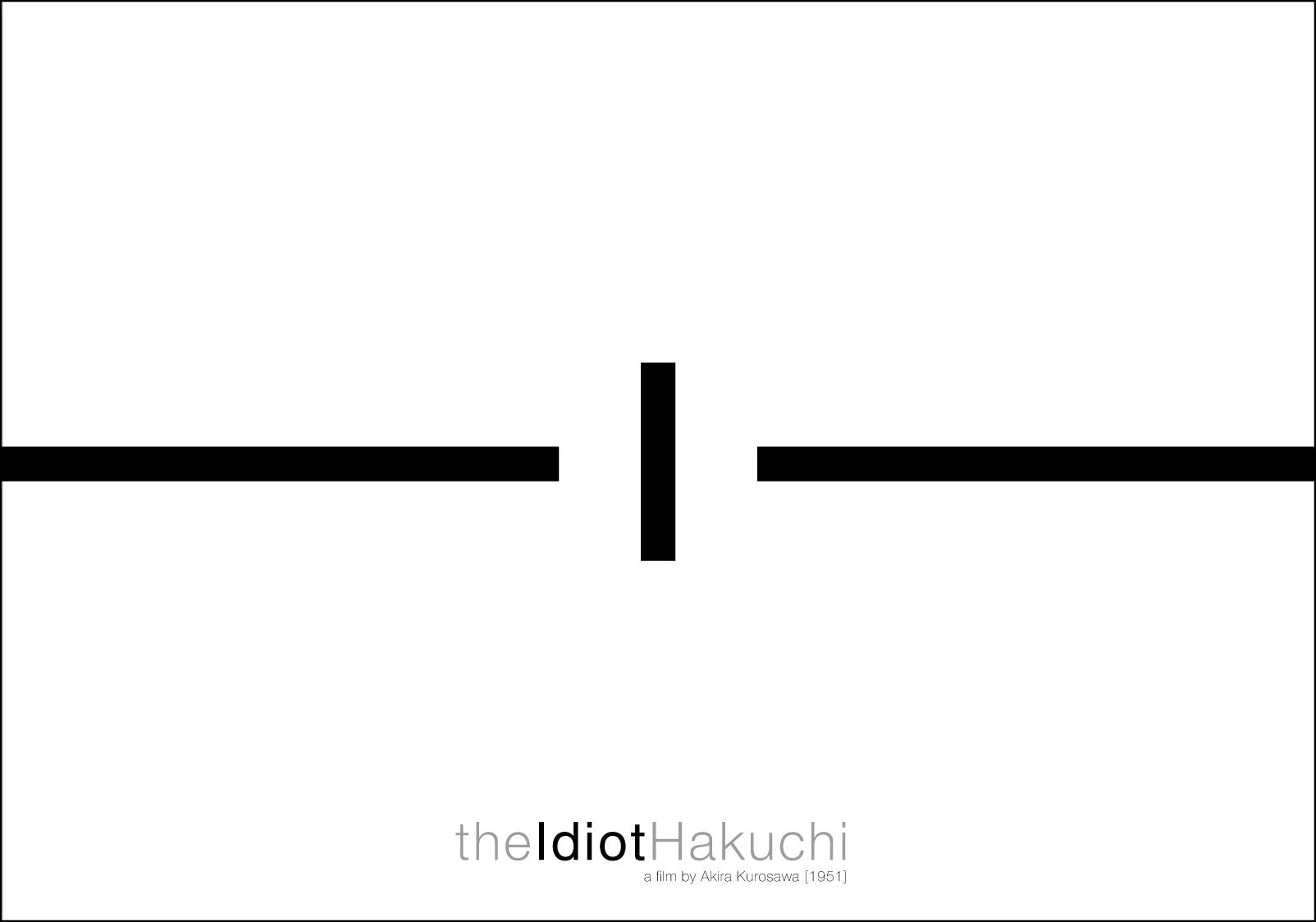
Der Idiot
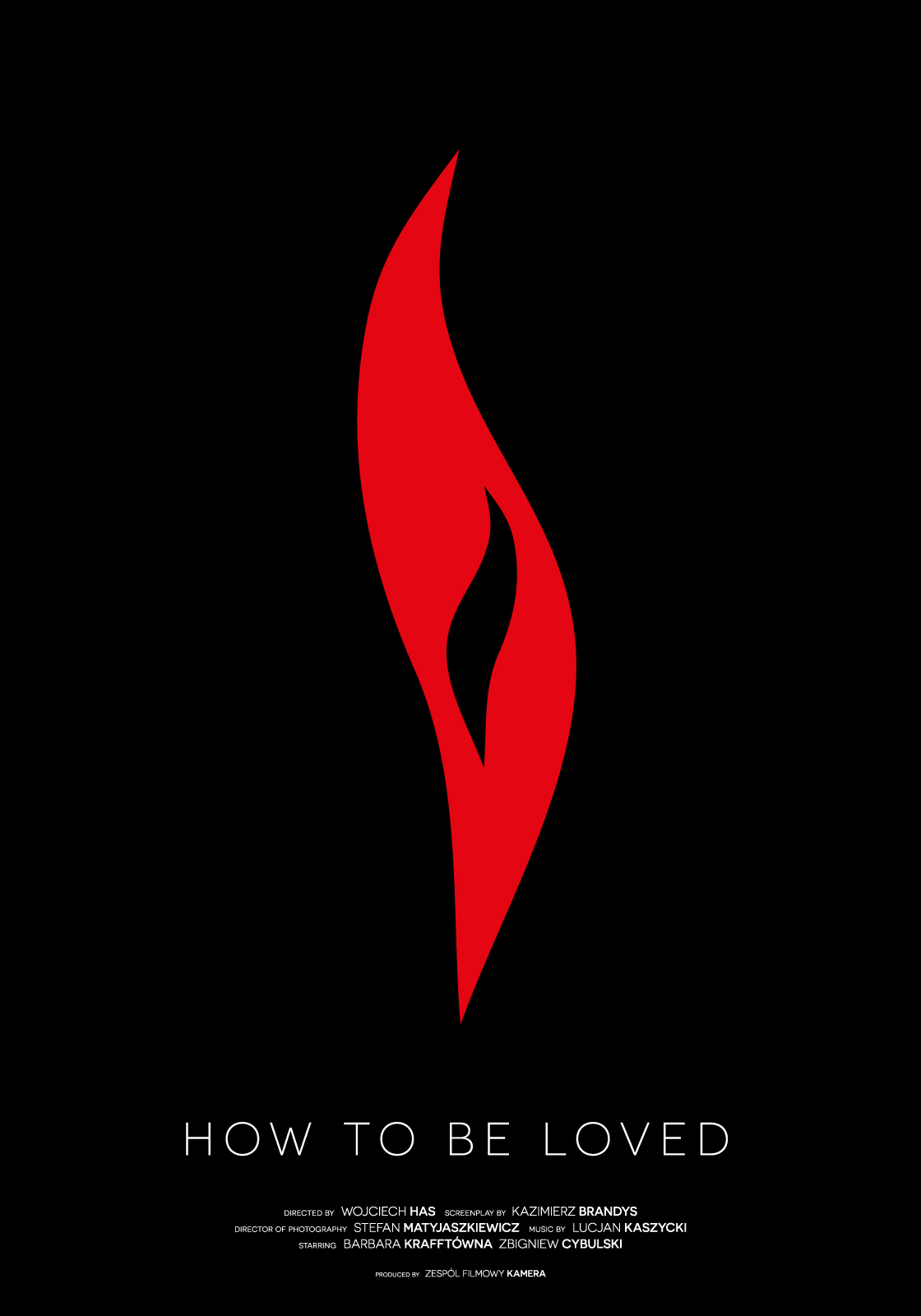
Wie soll man geliebt sein
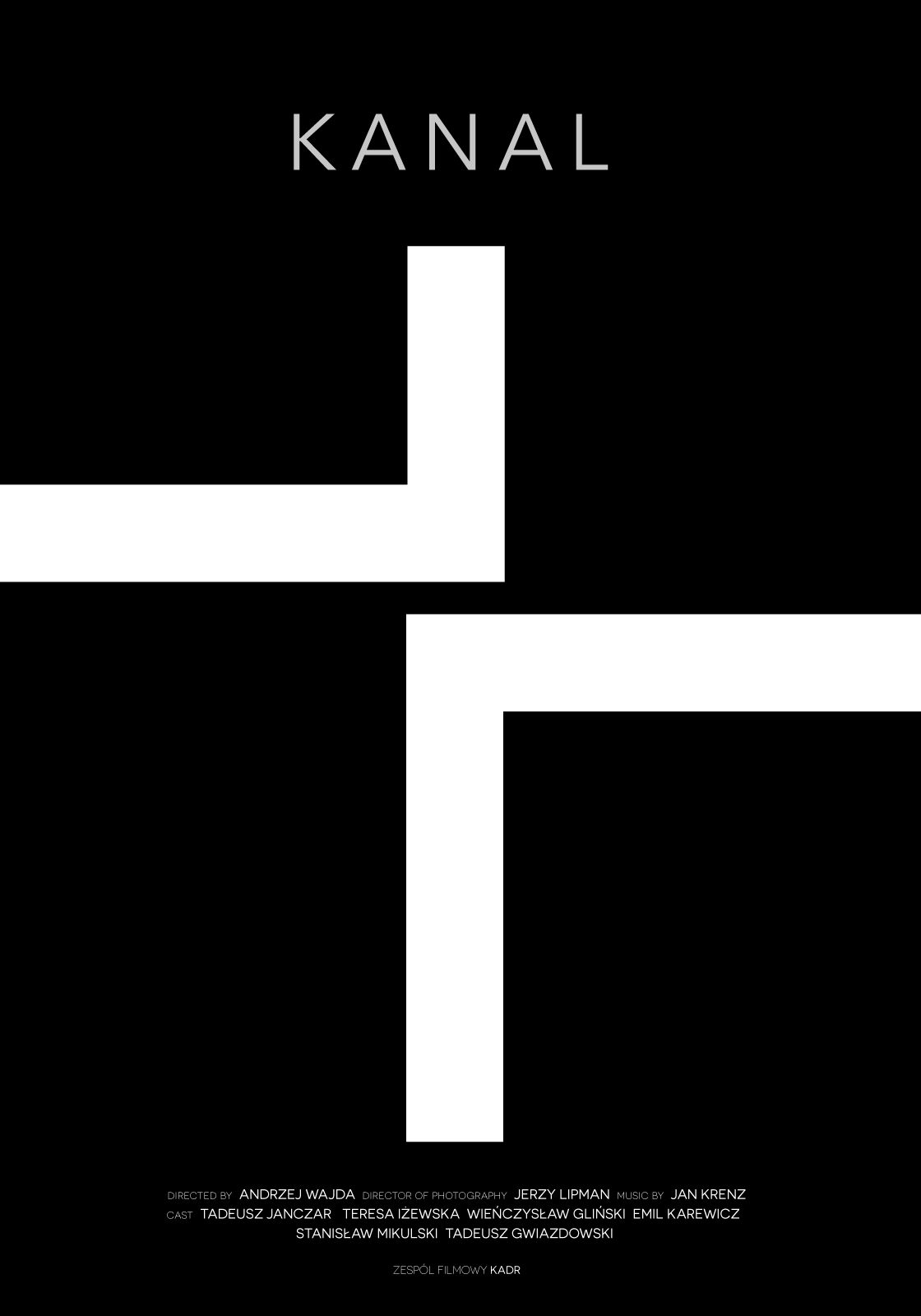
Der Kanal
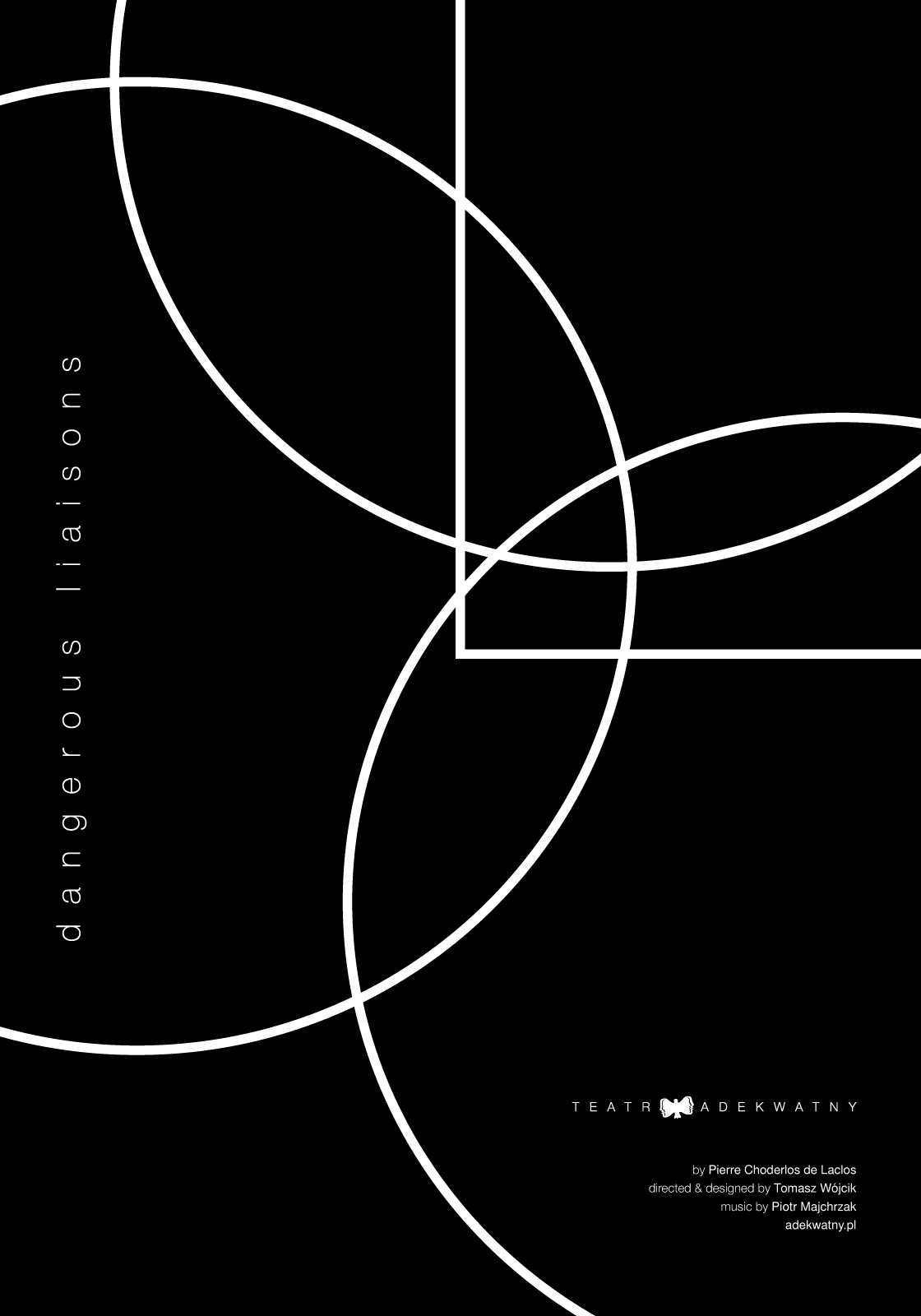
Gefährliche Liaisons
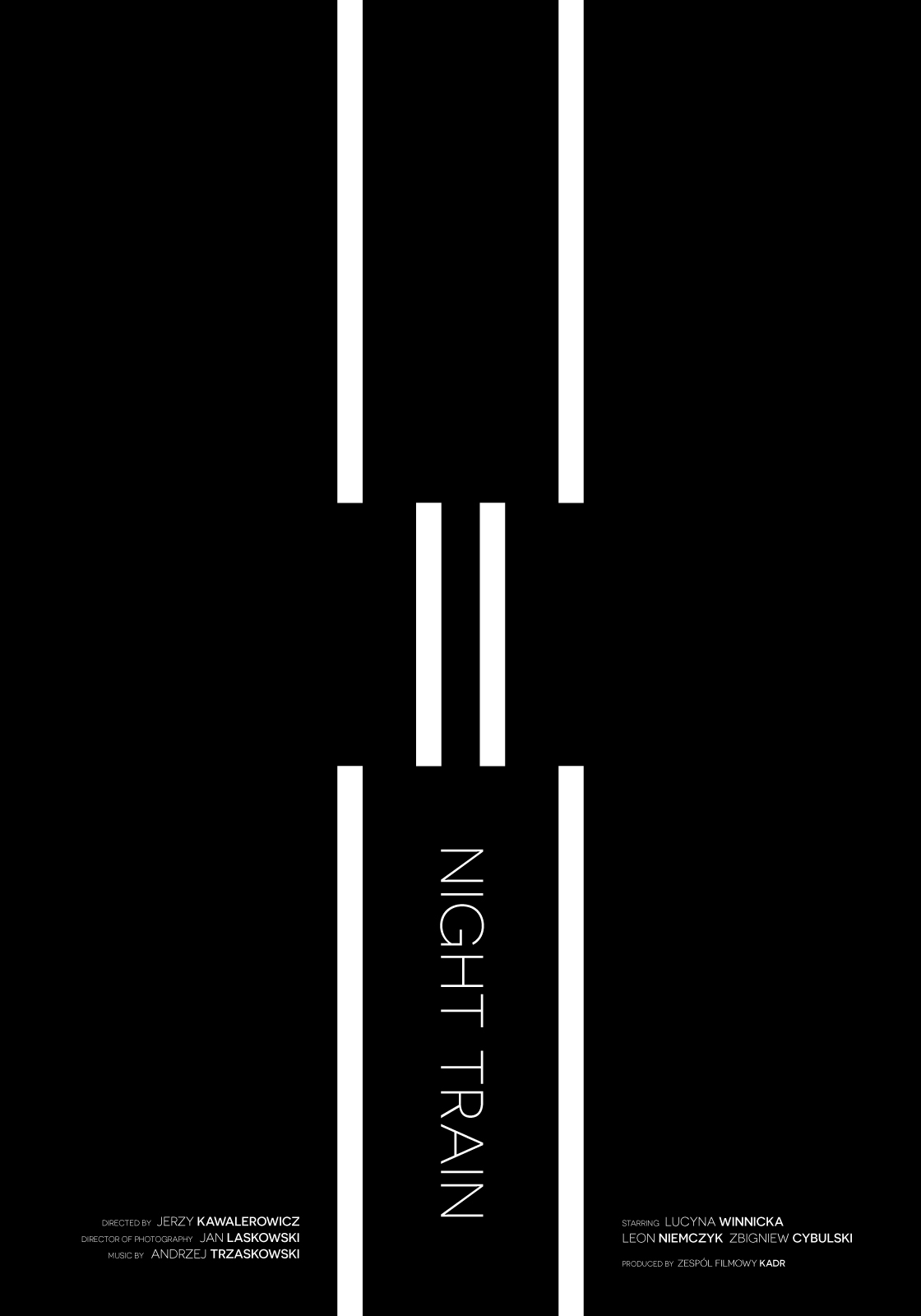
Der Zug
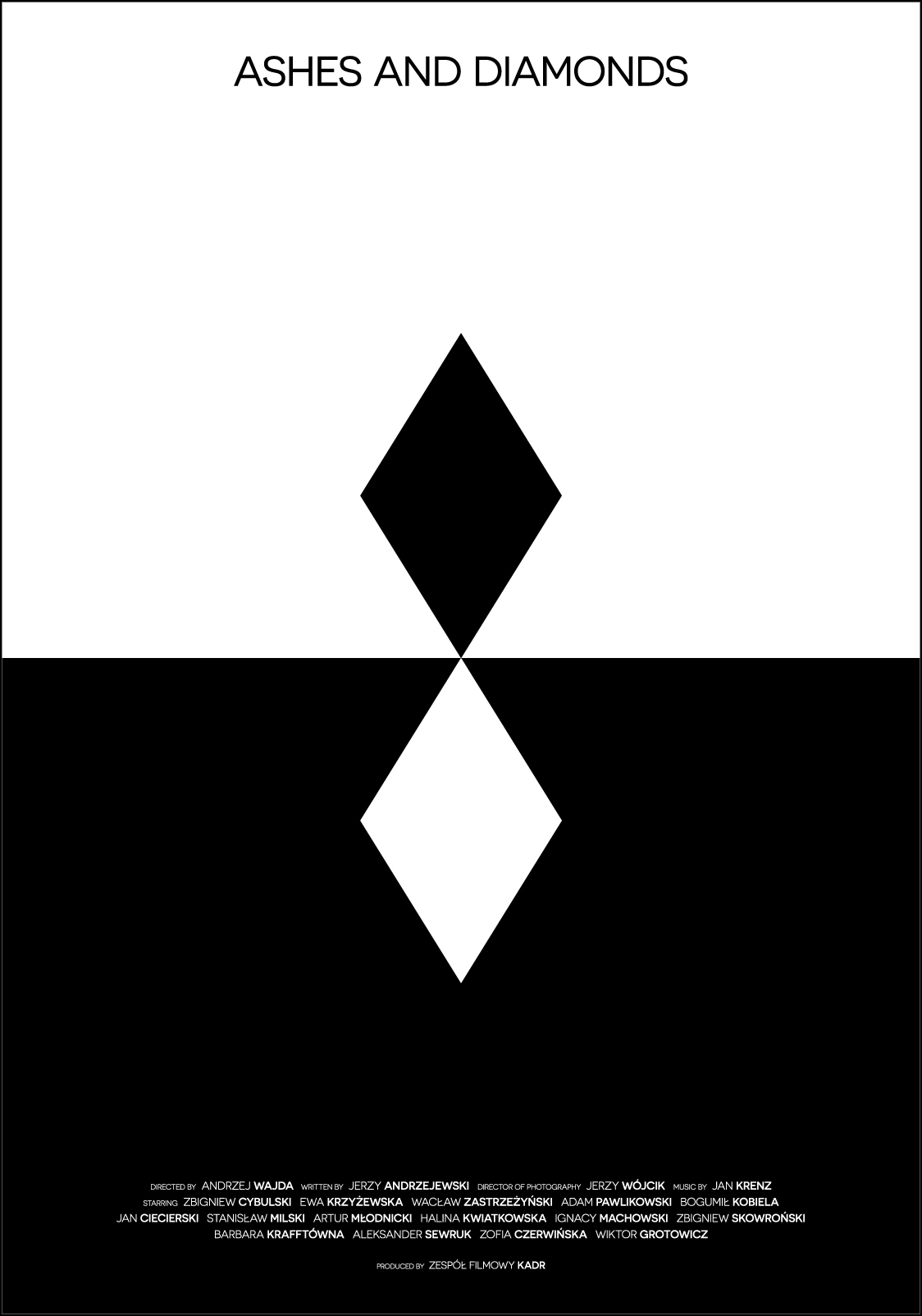
Asche und Diamant
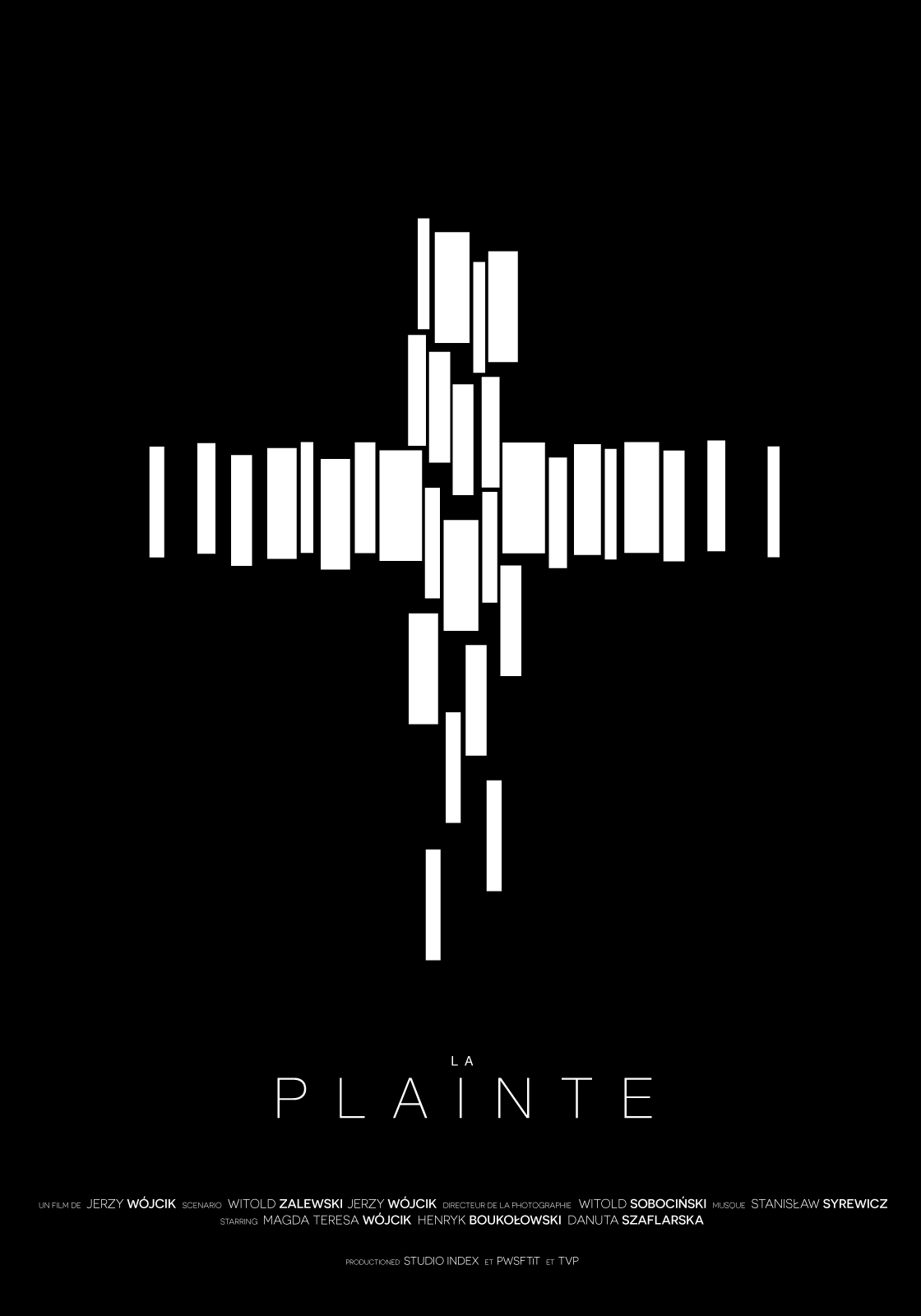
Die Klage

### Verschiedene Plakate

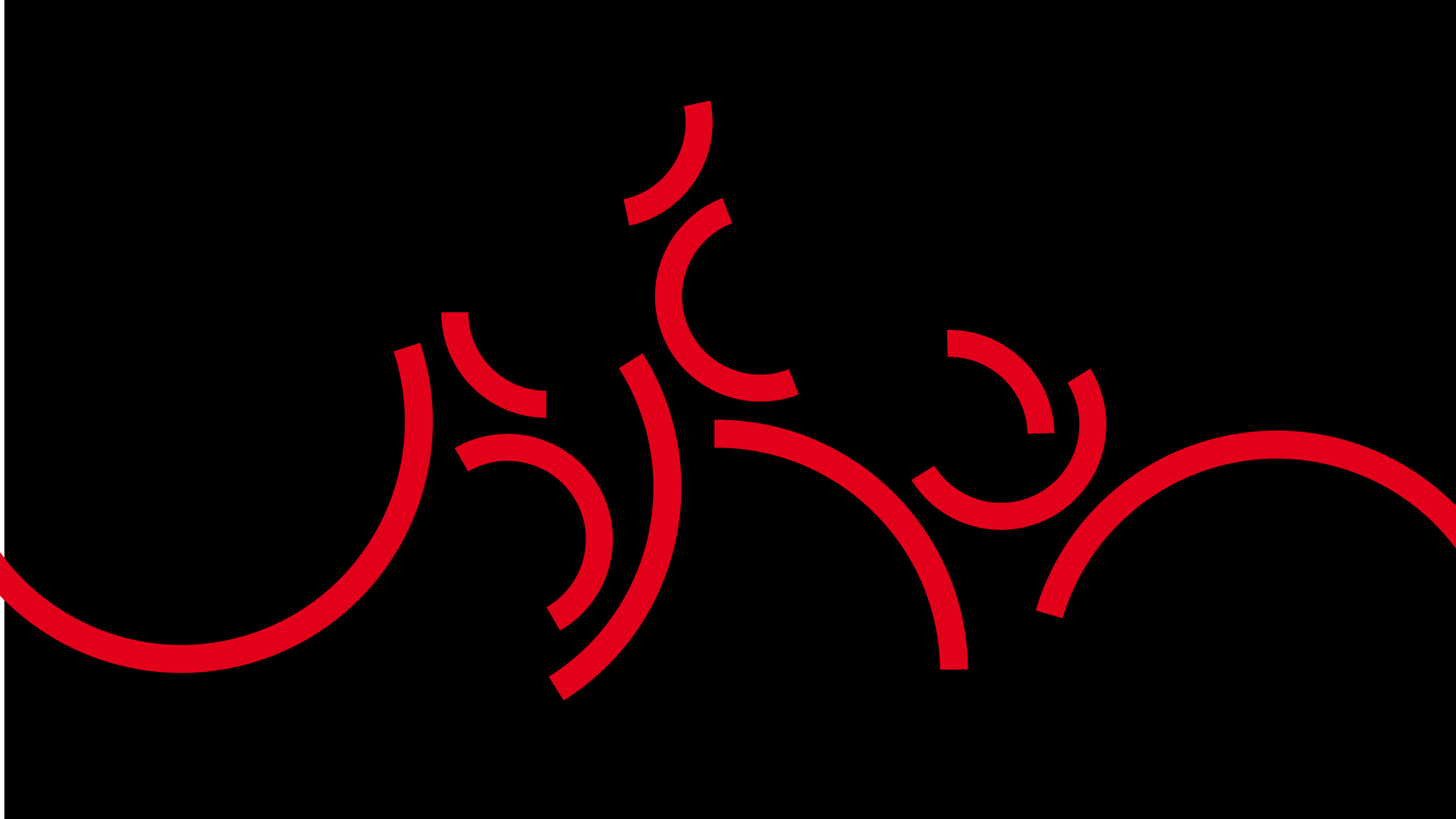
Bolero HD
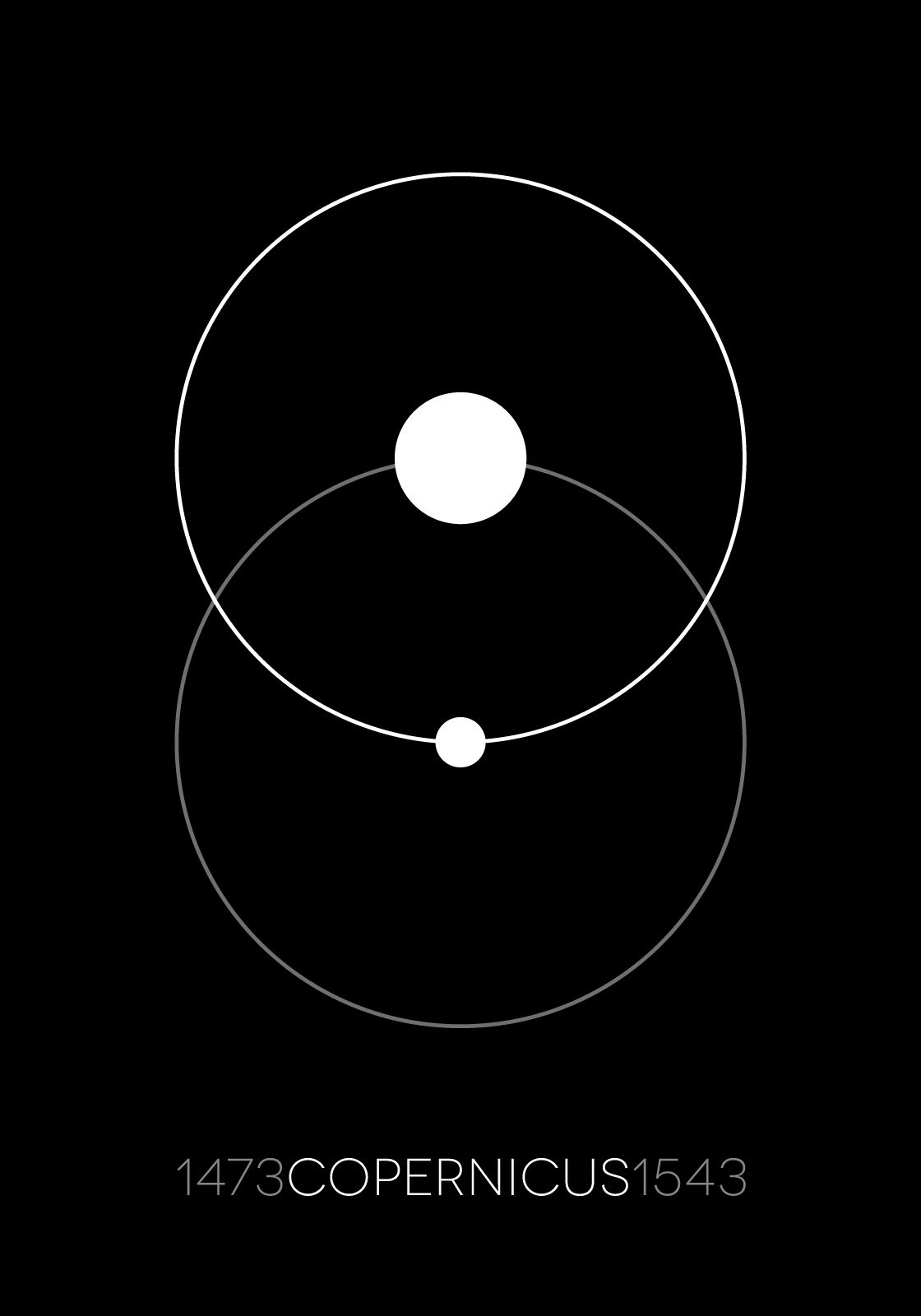
Copernicus
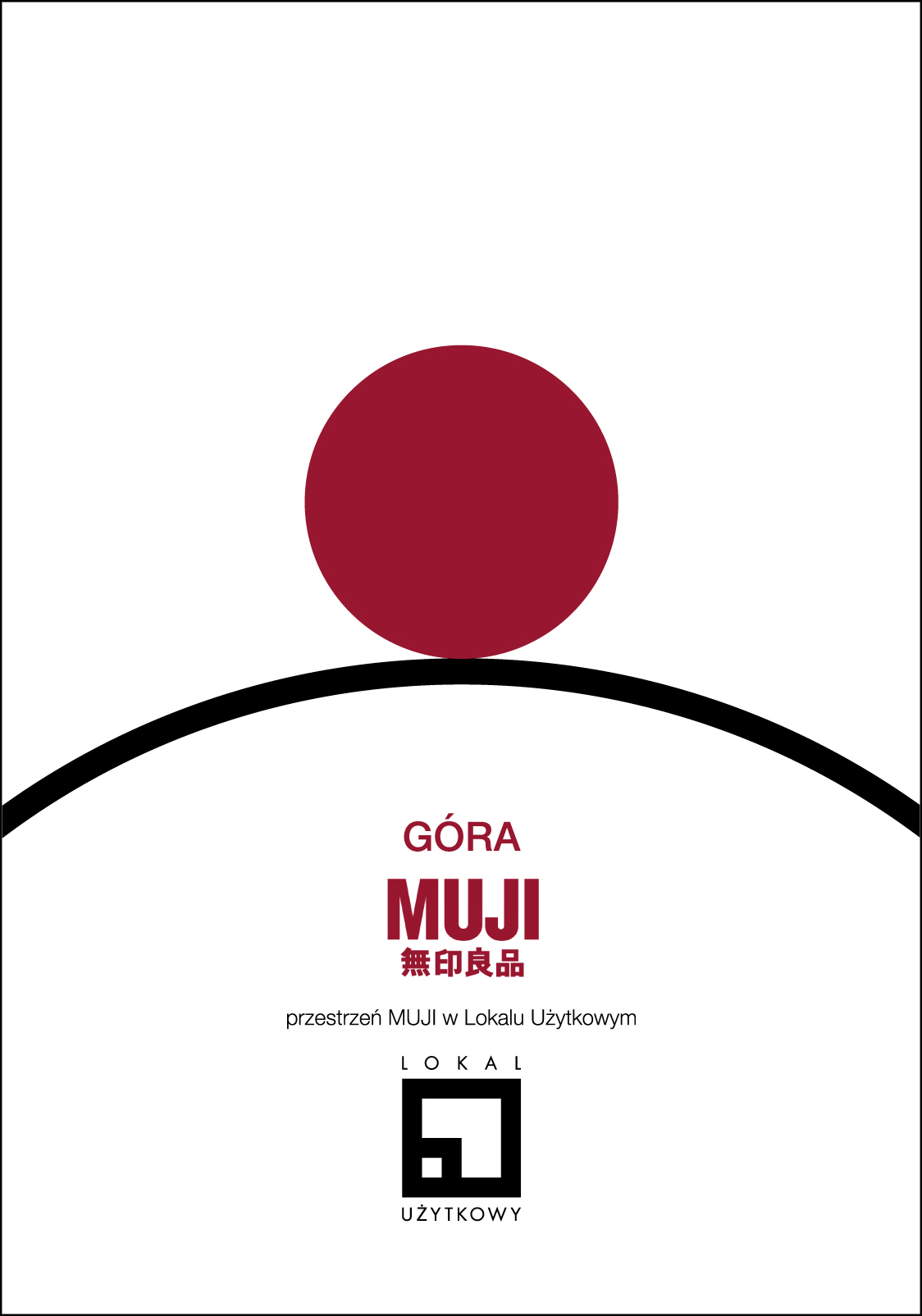
Muji-Berg
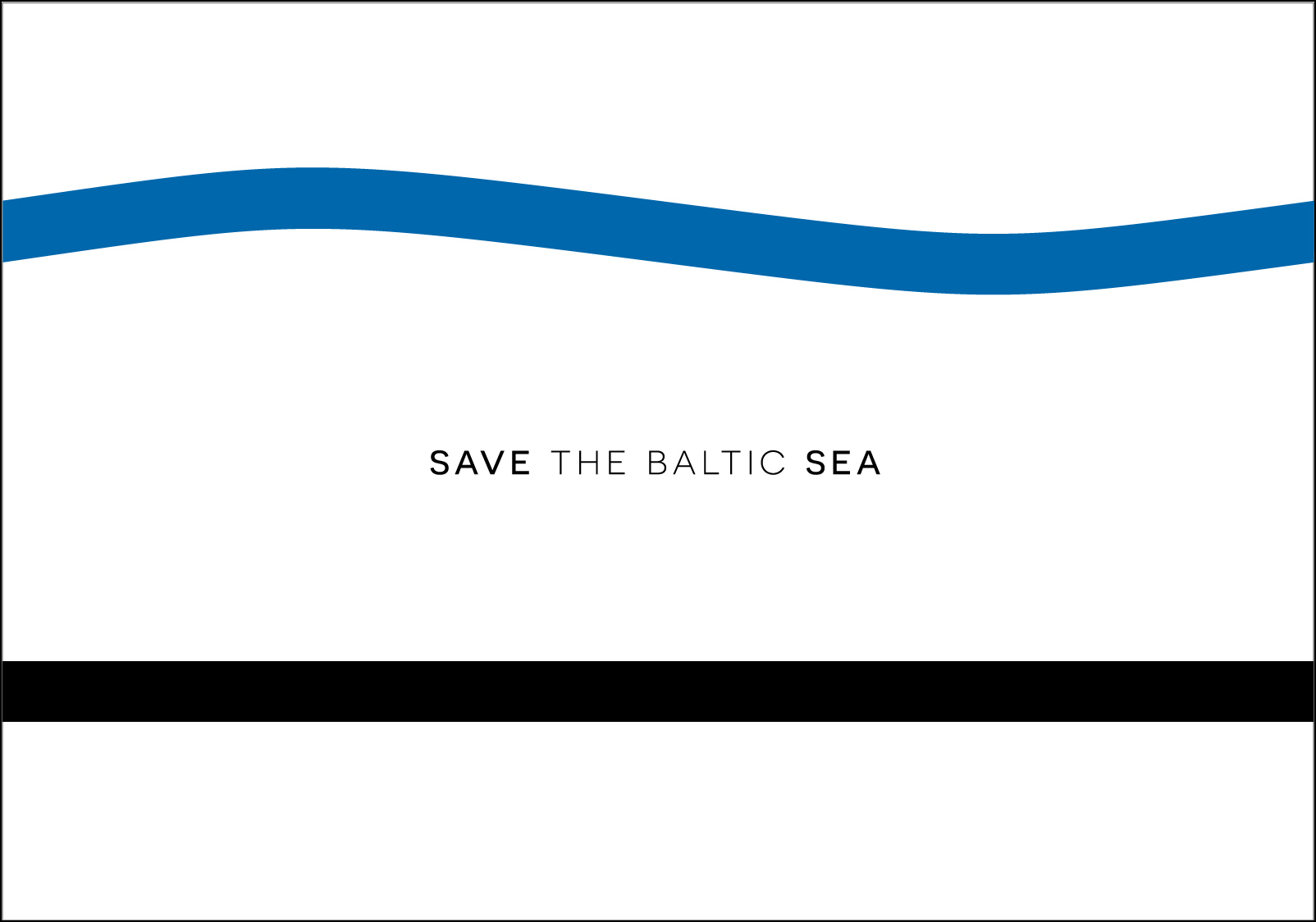
Rettet die Ostsee

### Fotografie

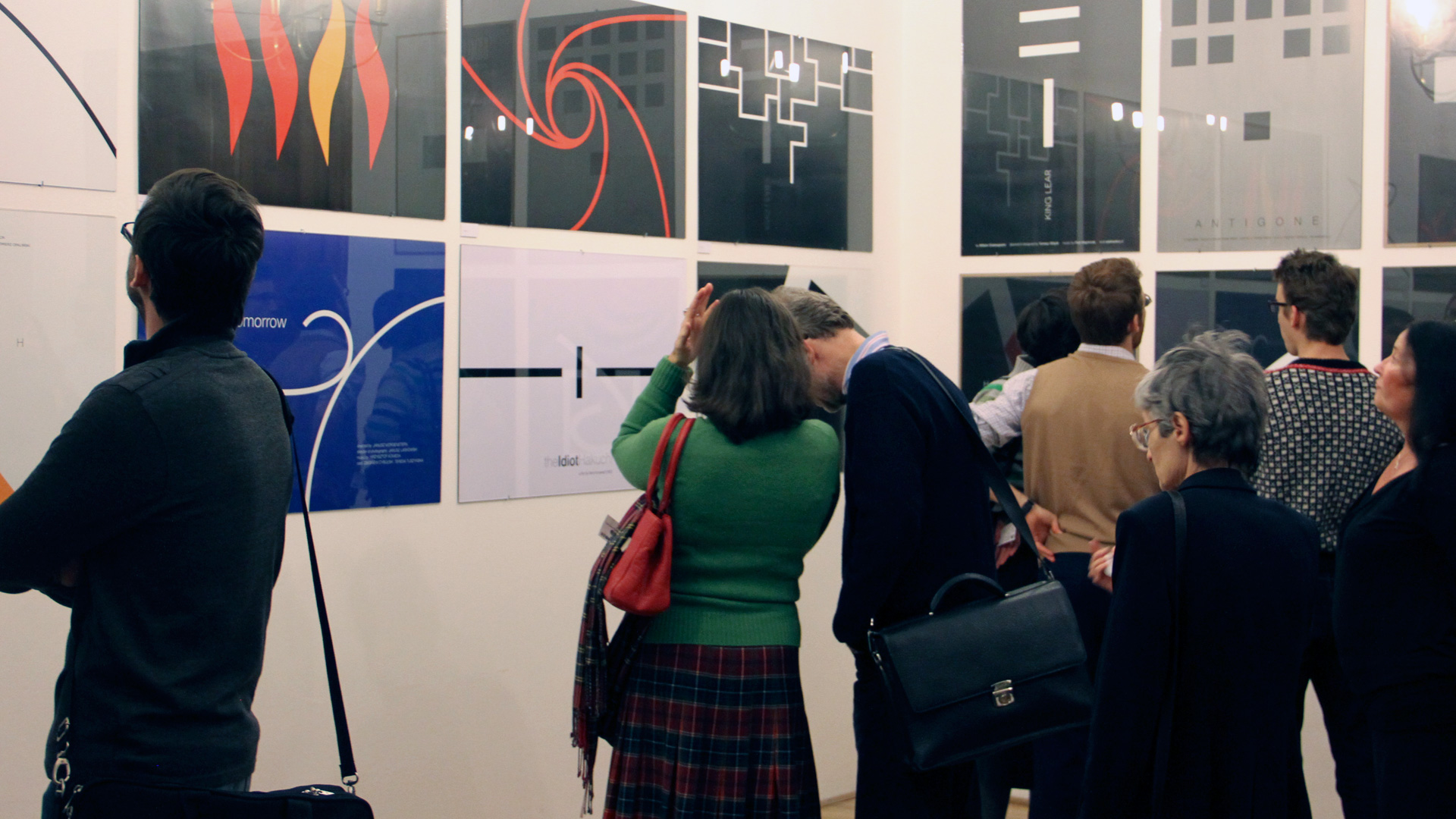
Ausstellung in Budapest 2014
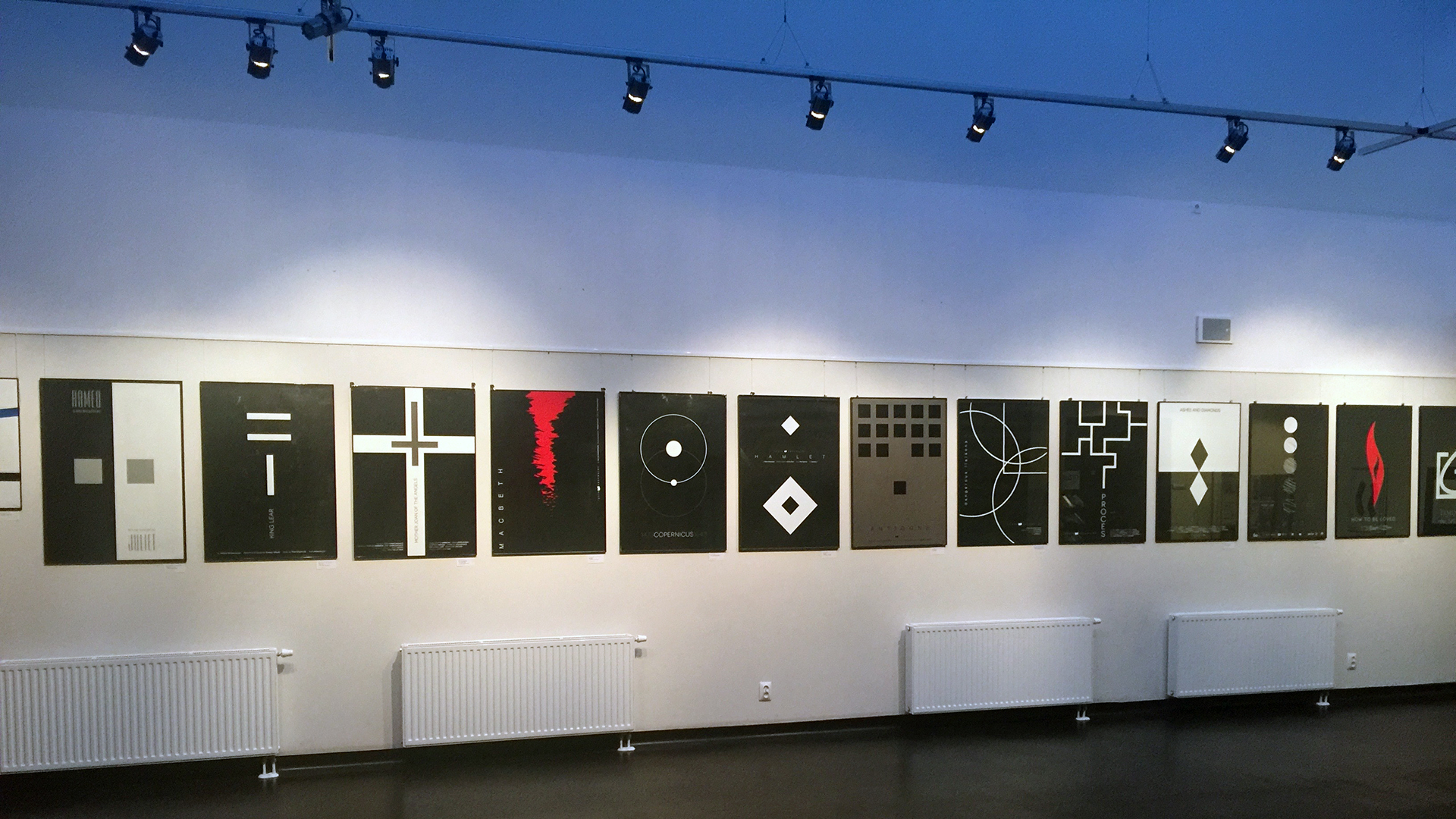
Ausstellung in Suwałki 2016
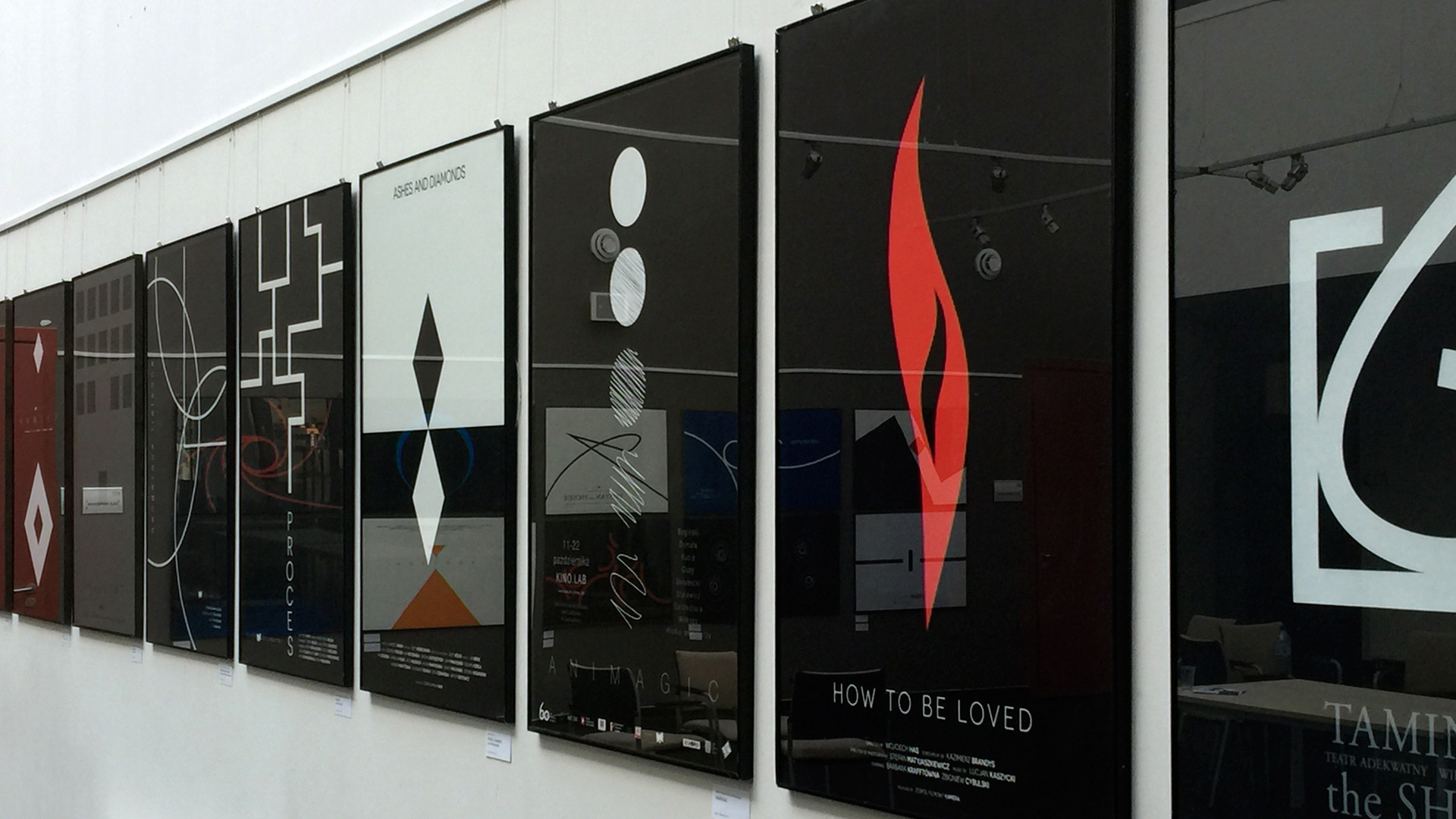
Ausstellung in Suwałki 2016